# 영광중학교 불갑분교
영광중학교 불갑분교는 전라남도 영광군 불갑면 안맹리 100-1에 있었던 공립 중학교이다.

## 연혁
- 1971년 3월 9일 영광불갑중학교 개교(9학급)(설립인가 1월 25일)
- 1971년 4월 10일 초대 유기호 교장 취임
- 1989년 5월 4일 6학급 인가
- 1990년 6월 1일 제6대 신경만 교장 취임
- 1992년 9월 1일 제7대 김예현 교장 취임
- 1995년 3월 1일 영광중학교 불갑분교장 격하(3학급 89명)
- 1997년 3월 1일 폐교(영광중, 영광여중(현재의 영광옥당중), 해룡중으로 분산)